# Chansons pour…
Albums de Anne Sylvestre
Les Nouvelles Fabulettes La Rue, l'École, le Square
Chansons pour… est un album d'Anne Sylvestre paru en 1977. 

## Historique
Les Chansons pour… sortent aussi dans plusieurs 45 tours (par ordre dans la collection ABCdisque) : Chansons pour (vol. 1), Chansons pour (vol. 4), Chansons pour (vol. 5).
Il existe une version du volume 4 présentée par le magazine Pomme d'api.
Dans la collection des fabulettes chez EPM Musique, c'est le premier album,,.

## Titres
Toutes les chansons sont écrites et composées par Anne Sylvestre.
| No  | Titre                          | Durée      |
| --- | ------------------------------ | ---------- |
| 1.  | Pour se réveiller              | 1 min 15 s |
| 2.  | Pour aller se promener         | 40 s       |
| 3.  | Pour attraper un papillon      | 1 min 37 s |
| 4.  | Pour mettre ses chaussures     | 1 min 59 s |
| 5.  | Pour dessiner un bonhomme      | 1 min 24 s |
| 6.  | Pour ne pas manger             | 1 min 06 s |
| 7.  | Pour jouer avec maman          | 2 min 11 s |
| 8.  | Pour demander un bonbon        | 47 s       |
| 9.  | Pour être sage en auto         | 2 min 03 s |
| 10. | Pour dire bonjour ou pas       | 1 min 11 s |
| 11. | Pour ranger ses affaires       | 35 s       |
| 12. | Pour aller jouer chez          | 3 min 08 s |
| 13. | Pour ne pas se faire gronder   | 39 s       |
| 14. | Pour ne pas se laver les mains | 1 min 25 s |
| 15. | Pour faire un cadeau           | 2 min 28 s |
| 16. | Pour manger un œuf à la coque  | 1 min 00 s |
| 17. | Pour se laver les oreilles     | 1 min 18 s |
| 18. | Pour ne pas dormir             | 1 min 52 s |

## Production
Orchestrations et direction musicale : François Rauber